# Juan Gabriel Calderón
Juan Gabriel Calderón Pérez (San Isidro de El General, Pérez Zeledón, 11 de abril de 1987) es un árbitro costarricense. Su categoría es árbitro FIFA desde el 2017.

## Trayectoria
Su debut profesional se produjo el 7 de julio de 2013 en el Torneo de Copa de Costa Rica en octavos de final entre los equipos de Jacó Rays F.C y el C.S Herediano, en donde mostró tres tarjetas amarillas y dos tarjetas rojas, el encuentro finalizó con victoria para Jacó Rays F.C con el marcador 1-0. Tuvo su primera semifinal en dicha competición entre los equipos de Jacó Rays F.C y A.D Carmelita y sin mostrar tarjetas amarillas, el partido finalizó con victoria para A.D Carmelita con el marcador 1-2.
En la Primera División de Costa Rica su debut se dio el 22 de septiembre de 2013, en un partido entre C.S Cartaginés y el Belén F.C, mostrando cinco tarjetas amarillas, el encuentro terminó con victoria del el C.S Cartaginés con el marcador 2-0.
Su debut internacional se produjo el 24 de abril de 2017 entre las selecciones de Honduras U17 y Curazao U17, mostrando cinco tarjetas amarillas, finalizando con victoria hondureño 3-0.
Fue encargado de arbitrar la Supercopa de Costa Rica 2021 entre los clubes de Deportivo Saprissa y la L.D Alajuelense, donde mostró tres tarjetas amarillas en una contundente victoria de parte del Deportivo Saprissa con el marcador 4-1.
En 2023 fue designado para dirigir en la Copa Mundial de Fútbol Sub-20 de 2023, donde fue cuarto árbitro en la final.

## Participaciones

### Torneos de clubes
Ha participado en los siguientes torneos de clubes:
- Primera División de Costa Rica
- Supercopa de Costa Rica
- Torneo de Copa de Costa Rica
- Leagues Cup
- Liga de Campeones de la Concacaf
- Liga Concacaf
- Campeonato de Clubes de la CFU
- Copa Centroamericana de Concacaf

### Torneos de selecciones
Ha participado en los siguientes torneos de selecciones:
- Campeonato Sub-17 de la Concacaf de 2017
- Juegos Deportivos Centroamericanos de 2017
- Campeonato Sub-20 de la Concacaf de 2018
- Juegos Centroamericanos y del Caribe de 2018
- Campeonato Sub-17 de la Concacaf de 2019
- Copa de Oro de la Concacaf 2019
- Copa Mundial de Fútbol Sub-17 de 2019
- Liga de Naciones de la Concacaf 2019-20
- Preolímpico de Concacaf de 2020
- Copa de Oro de la Concacaf 2021
- Clasificación de Concacaf para la Copa Mundial de 2022
- Campeonato Sub-20 de la Concacaf de 2022
- Liga de Naciones de la Concacaf 2022-23
- Copa Mundial de Fútbol Sub-20 de 2023
- Copa de Oro de la Concacaf 2023
- Liga de Naciones de la Concacaf 2023-24